# Gh
Gh – dwuznak występujący w języku angielskim. Oznacza g czytane bez h i występuje np. w słowie ghost [ɡəʊst], lub f w słowie laugh [lɑːf].